# Sickan (rappare)
Sickan är en svensk rappare från Vårby i Stockholm.
Sickan uppträder maskerad och under pseudonym. Artistnamnet är härlett från Jönssonligans smeknamn för Charles-Ingvar "Sickan" Jönsson och refererar även till karaktären genom frasen "Lysande Sickan", som frekvent förekommer i hans musik.
År 2022 släppte Sickan singeln "Go", som nådde sjunde plats på Sverigetopplistan. Samma år släpptes singlarna "Get The Point" och "Pengamotiv", som nådde en tionde respektive 28:e plats på Sverigetopplistan. År 2024 gjorde han en låt tillsammans med den kända rapparen Yasin. Låten nådde tredje plats på Sverigetopplistan.
Sickan har kritiserats av Svenska kommittén mot antisemitism (SKMA) för att använda sig av antisemitiskt stereotyper i sina rapptexter, där låten Ingen idé lyfts fram som exempel på det.

## Singlar
- 2021 - Intro
- 2021 - Söder om 08
- 2021 - Ingen idé
- 2022 - Vägspärr
- 2022 - Get The Point
- 2022 - Go
- 2022 - Pengamotiv
- 2022 - 100
- 2023 - Välkommen Till Södra
- 2023 - Toxic
- 2024 - Offside
- 2024 - Moves
- 2024 - Decibel
- 2024 - Ännu en dag (med Yasin)
- 2024 - Rush B (med Sweyway)

## Album
- 2024 - Projekt 43